# 赵廷睦
赵廷睦（?—?），辽朝（契丹）政治人物，辽道宗时南府宰相。
辽道宗咸雍六年（1070年）六月，庚戌科进士，中状元。历任为枢密直学士。大安九年（1093年）十月壬戌，赵廷睦拜参知政事兼同知南院枢密使事。大安十年（1094年）十二月甲戌，兼同知枢密院事。后拜南府宰相。寿昌三年（1097年）四月，出知兴中府事。